# Monte Ancla
O Monte Ancla (64° 49′ S, 63° 41′ O) é uma montanha de 815 m de altura, coberta de neve a não ser por um espinhaço rochoso em seu lado sul. Está localizado a duas milhas náuticas (3,7 km) do Cabo Lancaster, na Ilha Anvers, no Arquipélago Palmer. A montanha foi cartografada pela expedição FIDS em 1944 e 1955. O nome "Monte Ancla", significando "Monte Ancora", apareceu em uma carta náutica do governo argentino pela primeira vez em 1950.